# 高額療養費
高額療養費（こうがくりょうようひ）とは、健康保険法等に基づき、日本において保険医療機関の窓口で支払う医療費を一定額以下にとどめる、公的医療保険制度における給付のひとつである。
1973年（昭和48年）10月の健康保険法等の改正法施行により始まった（国民健康保険においては猶予期間が設けられ1975年（昭和50年）10月より開始）。制度導入の背景には1961年（昭和36年）の国民皆保険達成以来、家族療養費の支給割合が長年5割にとどまっていたことがある。医療内容の高度化傾向に保険として、充分対応していくことができるよう家族に対する医療給付内容の改善を図る狙いがあった（高額療養費の導入と同時に家族療養費の給付割合が7割に引き上げられている）。被扶養者のための保険給付として開始したが、1981年（昭和56年）の改正法施行により被保険者本人にも拡大され、さらに1984年（昭和59年）10月からは世帯合算、多数回該当の制度も導入された。
財政規模は2013年（平成25年）度では2兆2200億円ほどであり、国民医療費40.1兆円の5%程度を占めている。原則として、保険者に対し高額療養費支給申請書を提出することで自己負担限度額を超えた額が後に支給されるが、所定の要件を満たせば支給申請書を提出しなくても自動的に支給される制度（現物給付もしくは保険者の側で計算）もある。
名称はよく間違われるが、「高額医療費」「高額医療費制度」ではない（このように間違える人が非常に多いのは、税法や確定申告において「医療費控除制度」が存在しているからである）。医療費控除とは異なり、保険金などで補填される金額（民間の医療保険の給付金など）は、高額療養費の算出基準に含まれない。
| 種別       | 種別       | 請求件数（千件） | 1件あたり金額平均 |
| ---------- | ---------- | ---------------- | ----------------- |
| 現役世代   | 協会けんぽ | 3,236            | 10万8817円        |
| 現役世代   | 組合健保   | 2,080            | 10万5895円        |
| 現役世代   | 日雇保険   | 1                | 11万6097円        |
| 現役世代   | 船員保険   | 14               | 10万0974円        |
| 現役世代   | 共済組合   | 660              | 10万3464円        |
| 現役世代   | 市町村国保 | 15,439           | 6万4782円         |
| 現役世代   | 国保組合   | 382              | 9万1209円         |
| 現役世代   | 計         | 21,811           | 1万7433円         |
| 後期高齢者 | 後期高齢者 | 32,253           | 1万6832円         |
| 総計       | 総計       | 54,065           | 4万1063円         |

## 支給要件
1ヶ月間にかかった自己負担額を合算し、自己負担限度額を超えた額については保険者（全国健康保険協会、健康保険組合、市町村等）によって支給される（健康保険法第115条、同施行規則第109条、国民健康保険法第57条の2）。
「1ヶ月間」とは、暦月（同月の1日から31日まで）をいう。保険者が窓口負担額を把握する方法は、現行では保険医療機関が暦月単位で作成し保険者に提出するレセプトしかないため、このような扱いとなる。そのため、同じ病気であっても入院が月をまたがった場合は各月ごとに別々に計算されるため、費用のかかる入院を予定しているならば、一般的には月の初めから治療することにしたほうがよいとされる。 	
部屋代等の特別料金、歯科材料における特別料金、先進医療の先進技術部分、自費診療を受けて償還払いを受けた場合における算定費用額を超える部分など、保険外の負担については対象外となる。また保険給付であっても定額制（標準負担額）である入院時の食事療養や生活療養も対象外である。

### 高額療養費の現物給付化
2007年（平成19年）4月より入院療養に対して、2012年（平成24年）4月より外来診療に対して、高額療養費が現物給付化された。従来の制度では一部負担額を支払った後、保険者に高額療養費の申請を行うという形であったが、現在では、70歳未満の被保険者又は70歳以上の低所得者・現役並みI・IIの者はあらかじめ保険者に高額療養費限度額適用認定証（以下、限度額認定証と略す）の申請を行い、交付された限度額認定証を医療機関に提示することによって、後ほど還付される高額療養費を見越した自己負担限度額のみの支払いで済むようになった（健康保険法施行規則第103条の2）。なお、70歳以上で低所得者・現役並みI・IIでない者については限度額認定証の交付は必要なく、通常の診療と同様に70歳から74歳の者は高齢受給者証、75歳以上の者は後期高齢者医療保険者証を窓口で提示することで、自動的に高額療養費の現物給付が行われる。限度額認定証の有効期間は、原則として1年である。
限度額認定証には所得区分項目にア - オの5種類の記号が記されている（70歳未満の者の場合）。
| ア | 年収1160万円以上            | 健康保険・船員保険は被保険者の標準報酬月額が83万円以上 国民健康保険は総所得金額の世帯合計額が901万円超                 |
| イ | 年収770万円以上1160万円未満 | 健康保険・船員保険は被保険者の標準報酬月額が53万円以上83万円未満 国民健康保険は総所得金額の世帯合計額が600万 - 901万円 |
| ウ | 年収370万円以上770万円未満  | 健康保険・船員保険は被保険者の標準報酬月額が28万円以上53万円未満 国民健康保険は総所得金額の世帯合計額が210万 - 600万円 |
| エ | 年収370万円未満             | 健康保険・船員保険は被保険者の標準報酬月額が28万円未満 国民健康保険は総所得金額の世帯合計額が210万円以下               |
| オ | 低所得者                    | 市区町村民税の非課税者世帯等                                                                                           |

区分オの適用を受けるためには市区町村長の証明または添付書類が必要である。また、区分ア・イに該当する者は、たとえ市町村民税非課税であっても区分オとはならず区分ア・イとなる。
なお、限度額認定証の交付を受け使用した場合であっても、以下のような場合には支給申請書を提出することによって高額療養費の追加支給を受けられる場合があるので保険者に相談を行った方がよい。
- 既に「多数回該当」に該当している状態で医療機関にかかった場合（医療機関の側では、限度額認定証だけでは多数回該当か否かは判別できないため、限度額との差額を改めて請求する必要がある）
- 限度額認定証の交付を受けた本人が、同月内に転院している場合
- 限度額認定証の交付を受けた本人が、同月内に他の同一医療機関に支払った自己負担額が2万1000円以上となった場合
- 同一世帯において、他の70歳未満の被保険者・被扶養者が同月内に限度額認定証を使用した場合
- 同一世帯において、他の70歳未満の被保険者・被扶養者が同月内に同一医療機関に支払った自己負担額が2万1000円以上となった場合
- 同一世帯において、70歳から74歳の被保険者・被扶養者が同月内に医療機関において自己負担額を支払っている場合
- 限度額認定証を使用したが、異なる区分であることが判明した場合（市区町村長の証明や添付書類が必要な場合がある）

### 高額療養費貸付制度・委任払い制度
上述の現物給付を受けない場合、一度病院窓口で一部負担金を支払わなければならず、受診から高額療養費の支給を受けるまで通常3ヶ月程度かかる。金銭的な余裕がない場合は、後ほど還付される高額療養費を担保とし融資を受けることができる貸付制度、初めから還付額を見越した自己負担限度額のみの支払いにする委任払制度が利用できる場合がある。保険者によって貸付額が異なっている場合（協会けんぽの場合、支給見込み額の80%が限度）や医療機関の承認が必要な場合があるので制度を利用したい場合は保険者もしくは病院の医事課、医療ソーシャルワーカーのいる医療相談室などで相談すること。

## 自己負担限度額
高額療養費の支給要件、支給額その他高額療養費の支給に関して必要な事項は、療養に必要な費用の負担の家計に与える影響及び療養に要した費用の額を考慮して、政令で定める、とされ（健康保険法第115条2項）、現行法では以下のように定められている（健康保険法施行令第41条）。
被保険者または被扶養者が同月内に同一医療機関に支払った自己負担額が次の自己負担限度額（高額療養費算定基準額）を超えた場合に、その超えた額が支給される。70歳未満と70歳以上で、それぞれ計算方法が異なる。健康保険組合の場合、付加給付として、規約で定めることにより、これらより低い上限額を設定することができる（健康保険法第53条）。
- 「同一医療機関」とは、以下の扱いとなる（昭和48年10月17日保険発95号・庁保険発18号、昭和48年11月7日保険発99号・庁保険発21号）。
  - 医療機関ごとに区別する。
  - 同一院でも歯科と医科（その他の診療科）は区別する。
  - 同一院でも入院と外来は区別する。
  - 診療科ごとに区別する（ただし、2010年（平成22年）3月診療分までの旧総合病院に限る）。
  - 院外薬局（院外処方）の場合は、それと対応する病院又は診療所における療養に要した費用と合算する（そのため、薬局の領収証には「どの保険医療機関のどの診療科の先生」が処方したのか明記されている）。
  - 治療用補装具は、その費用のみをもって判断する。医療機関からの指示であっても当該医療機関の一部負担金と合算しない。

### 時効
健康保険の他の給付と同じく、高額療養費・高額介護合算療養費の支給を受ける権利は、2年を経過したときは時効により消滅する。時効の起算日は、高額療養費は「診療月の翌月の初日」（自己負担分を翌月以降に支払った場合は支払った日の翌日）、高額介護合算療養費は「計算期間の末日の翌日」（8月1日）である（昭和48年11月7日保険発99号・庁保険発21号）。

### 70歳未満
2015年（平成27年）1月より、所得区分が3段階から5段階へと細分化されることとなった。
- 区分ア：25万2600円+（10割相当医療費-84万2000円）×1%
- 区分イ：16万7400円+（10割相当医療費-55万8000円）×1%
- 区分ウ：8万100円+（10割相当医療費-26万7000円）×1%
- 区分エ：5万7600円
- 区分オ：3万5400円

多数回該当
直近1年以内に高額療養費給付に該当する回数月が3回以上ある場合、4回目以降は自己負担限度額がさらに引き下げられる（多数回該当）。ただし、途中で管掌する保険者が変わった場合、回数の通算はされない。
- 区分ア：14万100円
- 区分イ：9万3000円
- 区分ウ：4万4400円
- 区分エ：4万4400円
- 区分オ：2万4600円

世帯合算
同一世帯で同月内に同一医療機関に支払った自己負担額が2万1000円以上となった被保険者や被扶養者が2人以上いる場合は自己負担額を合算して上記の自己負担限度額を超えた場合も払い戻される（世帯合算）。ただし、夫婦であっても夫婦ともに被保険者である場合（一方が他方の被扶養者でない場合）には両者の自己負担額は合算されず、また同一世帯であっても協会けんぽと健康保険組合、船員保険、後期高齢者医療制度等、異なる保険者・制度間での合算はできない（昭和59年9月22日保険発65号・庁保険発17号）。なお協会けんぽの都道府県支部が変わったにすぎない場合は通算される。
75歳になり後期高齢者医療制度の被保険者となった場合、75歳の誕生月においては、誕生日前の医療費と誕生日後の医療費について、健康保険（国民健康保険）と後期高齢者医療制度でそれぞれ自己負担限度額が適用されるが、2009年（平成21年）1月からは、この自己負担限度額は個人単位で両制度のいずれも本来額の2分の1の額が適用される。ただし、75歳の誕生日がその月の初日の場合は適用されない。被保険者が後期高齢者医療制度の被保険者となる場合、その被扶養者についても特例の対象となる。

### 70歳以上
65 - 69歳で後期高齢者医療制度の被保険者とされる者も含む。平成29年8月診療分から、現役並み所得者の外来（個人ごと）、一般所得者の外来（個人ごと）及び外来・入院（世帯）の自己負担限度額が引き上げられた。75歳以上は後期高齢者医療制度から支給されるが、計算方法は同じである。70歳以上の者の上限額は2017年（平成29年）8月から段階的に引き上げを行っていて、2018年（平成30年）8月以降診療分についての上限額は以下の通りとなる。
- 「現役並み所得者」とは、療養の給付の一部負担割合が「3割」とされる者[注釈 4]及びその被扶養者・同一世帯所属者が該当する。「現役並み所得者」に該当する場合、たとえ市町村民税非課税であっても低所得者とはならず「現役並み所得者」となる。
  - 「現役並み所得者III」は、健康保険・船員保険は被保険者の標準報酬月額が83万円以上、国民健康保険・後期高齢者医療制度は総所得金額の世帯合計額が690万円以上
  - 「現役並み所得者II」は、健康保険・船員保険は被保険者の標準報酬月額が53万円以上83万円未満、国民健康保険・後期高齢者医療制度は総所得金額の世帯合計額が380万円以上690円未満
  - 「現役並み所得者I」は、健康保険・船員保険は被保険者の標準報酬月額が28万円以上53万円未満、国民健康保険・後期高齢者医療制度は総所得金額の世帯合計額が145万円以上380円未満
- 「一般」とは、「現役並み所得者」「低所得II」「低所得I」のいずれにも該当しない者をいう。また、基準日（7月31日）時点の所得区分が「一般」または「低所得」に該当する場合は、計算期間（前年8月1日 - 7月31日）のうち、「一般」または「低所得」であった月の外来療養の自己負担額の合計が14万4000円を超えた額が払い戻される。なお、基準日において「一般」または「低所得」であれば計算期間内に「現役並み所得者」であった月があってもよいが、基準日において「現役並み所得者」に該当すればたとえ計算期間内に「一般」または「低所得」であった月があっても年間自己負担額合計は適用されない。
- 「低所得II」とは、健康保険・船員保険は被保険者自身が市町村民税非課税者等である場合、国民健康保険・後期高齢者医療制度は世帯主及び加入者全員が市民税非課税の世帯、であって「低所得I」に該当しない者をいう。
- 「低所得I」とは、健康保険・船員保険は被保険者とその扶養家族全員の収入から必要経費・控除額を除いた後の所得が0円となる者をいう。国民健康保険・後期高齢者医療制度は世帯主及び加入者全員が市民税非課税の世帯であって、その世帯の所得が0円（公的年金の控除額は80万円として計算する）となる者又は老齢福祉年金を受給している者をいう。

外来診療
外来診療のみの場合、同月内の自己負担額を個人ごとに合算して、自己負担限度額を超えた場合、その超えた分が支給される。
- 現役並み所得者：2018年（平成30年）8月より適用なし（入院療養の世帯合算と一本化）
- 一般：1万8000円
- 低所得II：8000円
- 低所得I：8000円

入院療養
同一月同一病院での入院診療の場合及び外来療養で上記の適用後になお残る一部負担金を、世帯で合算して自己負担限度額を超えた場合、その超えた分が支給される。70歳未満の場合と異なり、21,000円未満のものでも合算できる。
- 現役並み所得者III：25万2600円+（10割相当医療費-84万2000円）×1%
- 現役並み所得者II：16万7400円+（10割相当医療費-55万8000円）×1%
- 現役並み所得者I：8万100円+（10割相当医療費-26万7000円）×1%
- 一般：5万7600円
- 低所得II：2万4600円
- 低所得I：1万5000円

多数回該当
- 現役並み所得者III：14万100円
- 現役並み所得者II：9万3000円
- 現役並み所得者I・一般：4万4400円（外来のみの月は多数回該当の回数に数えない）
- 低所得者：適用なし

### 長期高額疾病
- 人工腎臓を実施している慢性腎不全（人工透析治療）
- 血友病
- 抗ウイルス剤を投与している後天性免疫不全症候群（HIV感染者）

以上の疾患（特定疾患）に係る療養を受ける者については、自己負担限度額は1万円となる。ただし、人工透析を要する区分ア・イの者及びその被扶養者・同一世帯所属者については自己負担限度額2万円（健康保険特定疾病療養受療証の申請・交付・提出要）となる（平成21年4月30日厚労告291号）。
血友病、HIV感染者については、自己負担限度額が公費負担となるので、実際には患者の窓口負担はない。
特定疾患に係る高額療養費については、原則として多数回該当に係る支給回数に通算されない。

## 高額介護合算療養費
前年の8月1日から当年の7月31日までの1年間における、公的医療保険の自己負担額（高額療養費が支給される場合は、その支給額を除いた額）と、介護保険の利用者負担額の年間の合計額が著しく高額であるときに、一定の自己負担限度額を超える分が支給される（健康保険法第115条の2、国民健康保険法第57条の3）。なお、公的医療保険・介護保険のいずれか一方の自己負担額が0円である場合には適用されない。また、（利用者負担額-自己負担限度額）が支給基準額（500円）を超えない場合には支給されない。
年度の途中で保険者が変更になった場合でも合算される。請求は、介護保険の保険者（市町村）が発行する自己負担額の証明書を添えて公的医療保険の保険者に対して行い、支給は公的医療保険の保険者が行う。費用は割合に応じて保険者間で按分し、公的医療保険分が「高額介護合算療養費」として、介護保険分は「高額医療合算介護（予防）サービス費」として、結果的には超過額の全額が支給される（高額医療・高額介護合算療養費制度）。
70歳未満の者の自己負担限度額は以下の通りである。
- 区分ア：212万円[注釈 6]
- 区分イ：141万円[注釈 7]
- 区分ウ：67万円
- 区分エ：60万円[注釈 8]
- 区分オ：34万円

70歳以上の者の自己負担限度額は以下の通りである。
- 現役並み所得者III：212万円
- 現役並み所得者II：141万円
- 現役並み所得者I：67万円
- 一般：56万円
- 低所得II：31万円
- 低所得I：19万円（介護サービス利用者が世帯内に複数いる場合は31万円）

## 具体例
ケース1
区分ウの人が、同一の1ヶ月間に同一医療機関窓口へ支払った金額が15万円（3割負担）だった場合。

10割相当医療費
15万円×100/30=50万円
自己負担限度額
8万100円+（50万円-26万7000円）×1%=8万2430円
高額療養費として支給される金額
15万円-8万2430円=6万7570円

ケース2
区分アの人が、同一の1ヶ月間に同一医療機関窓口へ支払った金額が30万円（3割負担）だった場合。

10割相当医療費
30万円×100/30=100万円
自己負担限度額
25万2600円+（100万円-84万2000円）×1%=25万4180円
高額療養費として支給される金額
30万円-25万4180円=4万5820円

なお、マイナ保険証を使うケース、または事前に限度額認定証を提示したケースで、病院の窓口で一旦3割負担額さえもを一度支払う必要がなく、自己負担限度額の支払いのみで済む。

## 不正利用・未払い問題
不正利用や未払いが問題になってる。主に外国人による訪日理由と滞在目的の詐称・国民保険未加入で保険証を他者に貸し借りするなりすましでなど嘘をついて、ガン治療など高額療養費制度を利用するケースが後を絶たない問題がある。上記のようななりすましや来日目的偽装だけでなく、未払いも多く、医療機関や行政は対応に苦慮している。2022年発表されたデータによると、2021年はコロナ禍・新型コロナウイルス感染症（COVID-19）の影響によって、訪日外国人はほとんど入国していないにもかかわらず、訪日外国人による医療費未収金額は大きい傾向にある。1件で約920万円の未収金が発生した病院もあった。紙の保険証や資格確認書といった顔写真や顔写真データの入ったICチップのない非マイナの保険証資は不正利用がされやすい。そのなかでも判明した事例では組織的なものや、高額医療を受診したケースが多い。2014年には、神戸市内で不法滞在のベトナム人女性（当時29歳）が、従来の保険証から分かる情報からでは発覚し辛い妹（22歳）の保険証で大学病院でHIV（ヒト免疫不全ウイルス）の治療を受けていたことが発覚し、総額1000万円相当も高額医療費制度が不正利用された。厚生労働省による医療機関の外国人患者受け入れに関する2022年度の実態調査によると回答率約6割で上下する可能性はあるが、外国人を受け入れた病院では「2021年9月」という1カ月間のみで18.3%で外国人患者による診療費の未払いがあった。医療制度に悪乗りする外国人による400万円が高額医療費制度悪用することで自己負担8万円で高額医療を受ける不正ケースが確認されている。このような訪日目的詐称で入国し、治療後に母国へ帰る「ヒットエンドラン」は、真面目に保険料を払っている日本人から問題視されている。中国語webサイトでは「『来日後に病気になった』と言えば保険（価格）で治療は受けられる」「来日目的が治療であることを隠し続けることが大切」などとの不正利用方法が広められている。「日本語学校で学ぶ」を来日目的で保険証を取得後、実は重度の腎臓疾患で、入学して半年もしないうちに手術を受けたケースや、来日目的が初めから治療目的だったケースが報道されている。